# Керча (река)
Керча — река в России, течёт по территории Кольского района Мурманской области. Устье реки находится в 15 км по правому берегу реки Тулома. Длина реки составляет 19 км.

## Данные водного реестра
По данным государственного водного реестра России, Керча относится к Баренцево-Беломорскому бассейновому округу. Водохозяйственный участок реки — Тулома от Верхнетуломского гидроузла и до устья. Речного подбассейна Керча не имеет, её речной бассейн реки — бассейны рек Кольского полуострова, впадает в Баренцево море.
Код объекта в государственном водном реестре — 02010000412101000001461.